# Roger Tréville
Roger Tréville (* 17. November 1902 in Joigny; † 27. September 2005 in Beaumont, Département Dordogne, Aquitanien, Frankreich) war ein französischer Schauspieler.
Tréville begann seine mehr als fünfzigjährige Filmkarriere 1921 in den beiden britischen Stummfilmen Married Life (unter der Regie seines Vaters, des Regieveteranen Georges Tréville) und The Rotters. Bis zu seinem Rückzug aus dem Filmgeschäft im Jahr 1974 stand er in etwa 40 Rollen vor der Kamera. Tréville drehte sowohl französische Filme, als auch Filme in Großbritannien, der USA und Italien. 1968 hatte er einen Auftritt in einer Episode der westdeutschen Serie Graf Yoster gibt sich die Ehre und in der internationalen Koproduktion unter deutscher Federführung, Geheimnisse in goldenen Nylons. 1968 spielte er in Alfred Hitchcocks Topas den Organisator des Duells im Stade Charléty. Da dieses Ende bei einem Testpublikum durchfiel, wurde Trévilles Szene herausgeschnitten. Für eine spätere DVD-Auswertung wurde die Szene 1999 wieder veröffentlicht.
In Frankreich war Tréville auch ein bekannter Synchronsprecher. Er lieh James Stewart seine Stimme ebenso wie Joseph Wiseman in James Bond – 007 jagt Dr. No. Im Alter von 101 Jahren begründete er nach mehreren gescheiterten Anläufen die Stiftung Fonds Roger Tréville, deren Grundlage aus Filmen und Andenken aus der Karriere von Georges und Roger Tréville besteht.

## Filmografie (Auswahl)
- 1950: Der sensationelle Einbrecher (Garou-Garou, le passe-muraille)
- 1952: Der eiserne Handschuh (The Green Glove)
- 1955: Zwischenlandung in Paris (Escale à Orly)
- 1957: Straße des Glücks (The Happy Road), Regie: Gene Kelly
- 1958: Das Spiel war sein Fluch (Le joueur)
- 1959: Wiesenstraße Nr. 10 (Rue des prairies)
- 1962: Pontius Pilatus – der Statthalter des Grauens (Ponzio Pilato)
- 1966: Wie klaut man eine Million? (How to Steal a Million)
- 1967: Allô Police (Fernsehserie, 1 Folge)
- 1968: Graf Yoster gibt sich die Ehre (Fernsehserie, 1 Folge)
- 1980: Achtung Zoll! (Fernsehserie, 1 Folge)